# Georgi Damjanovo
Georgi Damjanovo (Bulgaars: Георги Дамяново) is een dorp in oblast Montana in het noordwesten van Bulgarije. Op 31 december 2018 telde het dorp Georgi Damjanovo 427 inwoners, terwijl de gemeente Georgi Damjanovo, inclusief 12 nabijgelegen dorpen, zo'n 2.174 inwoners had. Het dorp ligt aan de voet van de westelijke Balkan, met de rivier de Ogosta in de buurt. Georgi Damjanovo ligt op 20 kilometer van Montana en 136 kilometer van Sofia. De oude naam was Lopoesjna (Лопушна), maar het werd omgedoopt ter ere van de politicus Georgi Damjanov (1892-1958), die daar werd geboren. Het lokale gemeenschapscentrum werd geopend in 1899. De regio staat bekend om de goudmijnen die er sinds de Romeinse tijd zijn. Tegenwoordig is goud in minimale hoeveelheid te vinden in het zand van de Ogosta-rivier.

## Nederzettingen
De gemeente Georgi Damjanovo heeft een oppervlakte van 293 vierkante kilometer met de volgende 13 dorpen:
| - Tsjemisj - Diva Slatina - Dalgi Del - Elovitsa - Gavril Genovo - Georgi Damjanovo - Glavanovtsi - Govezjda - Kamenna Riksa - Kopilovtsi - Meljane - Pomezjdin - Vidlitsa |